# Seiches-sur-le-Loir
 Seiches-sur-le-Loir  es una población y comuna francesa, en la región de Países del Loira, departamento de Maine y Loira, en el distrito de Angers y cantón de Seiches-sur-le-Loir.

## Demografía
| 2260 | 2199 | 2168 | 2207 | 2248 | 2412 |
| Para los censos de 1962 a 1999 la población legal corresponde a la población sin duplicidades (Fuente: INSEE [Consultar]) |      |      |      |      |      |